# Almarchal
El río Almarchal es un corto río del sur de la península ibérica perteneciente a la demarcación hidrográfica de las Cuencas Mediterráneas de Andalucía, que discurre en su totalidad por el territorio del centro-oeste de la provincia de Málaga (España). 

## Curso
El Almarchal nace en Sierra Bermeja, dentro del término municipal de Jubrique. Su cauce realiza un recorrido en dirección este-oeste a lo largo de unos 7 km a través de los términos de Jubrique y Genalguacil hasta su desembocadura en el río Genal en el paraje del Prado de la Escribana.
La presencia de molinos hidráulicos de origen medieval en la cuenca del Genal es bastante numerosa. Pascual Madoz en 1845 menciona la existencia de tres molinos de harina y tres de aceite en la zona de Genalguacil. A orillas del Almarchal se conserva el molino de Chariro o molino Blanco.